# Парадайс-Вейлі (Аризона)
Парадайс-Вейлі (англ. Paradise Valley) — місто (англ. town) в США, в окрузі Марікопа штату Аризона. Населення — 12 658 осіб (2020).

## Географія
Парадайс-Вейлі розташований за координатами 33°33′8″ пн. ш. 111°57′39″ зх. д. / 33.55222° пн. ш. 111.96083° зх. д. (33.552157, -111.960845). За даними Бюро перепису населення США в 2010 році місто мало площу 40,04 км², з яких 39,96 км² — суходіл та 0,08 км² — водойми.

## Історія
У 1889 Rio Verde Canal Company, яка перетворила в цій місцевості місця для випасу худоби на зрошуванні сільгоспугіддя, послала трьох геодезистів в цю область. Вони були так вражені красою і спокоєм пустельного ландшафту, що вони назвали це місце «Парадайс-Вейлі» (англ. Paradise Valley — Райська долина).
Справжнє поселення в Парадайс-Вейлі з'явилося після Другої світової війни.
В кінці 1950-х років, Фінікс і Скоттсдейл шукали можливості для розширення своїх меж. Жителі, які жили в районі Парадайс-Вейлі боялися, що вони втратять уклад сільського життя, до якого вони звикли і скоро будуть поглинені цими містами. Ці зацікавлені жителі сформували «Комітет громадян за включення міста Парадайс-Вейлі, штат Аризона», який вирушив з петиціями закликаючи жителів приєднатися до них в їх спробі зареєструвати Парадайс-Вейлі. У квітні 1961 року громадянський комітет з реєстрації представив свою петицію в окрузі Марікопа наглядовій раді. 24 травня 1961, Парадайс-Вейлі було надано статус містечка.

## Демографія
Згідно з переписом 2010 року, у місті мешкало 12 820 осіб у 4860 домогосподарствах у складі 3972 родин. Густота населення становила 320 осіб/км². Було 5643 помешкання (141/км²).
Расовий склад населення:
| - 92,6 % — білих - 4,0 % — азійців - 0,7 % — чорних або афроамериканців - 0,2 % — корінних американців |

До двох чи більше рас належало 1,8 %. Частка іспаномовних становила 3,7 % від усіх жителів.
За віковим діапазоном населення розподілялося таким чином: 22,4 % — особи молодші 18 років, 55,0 % — особи у віці 18—64 років, 22,6 % — особи віком 65 років та старші. Медіана віку мешканця становила 51,0 року. На 100 осіб жіночої статі у місті припадало 98,8 чоловіків; на 100 жінок від 18 років та старших — 97,9 чоловіків також старших 18 років.
Середній дохід на одне домашнє господарство становив 259 452 долари США (медіана — 151 184), а середній дохід на одну сім'ю — 294 474 долари (медіана — 212 179). Медіана доходів становила 156 154 долари для чоловіків та 64 167 доларів для жінок. За межею бідності перебувало 7,2 % осіб, у тому числі 7,0 % дітей у віці до 18 років та 6,4 % осіб у віці 65 років та старших.
Цивільне працевлаштоване населення становило 5730 осіб. Основні галузі зайнятості: освіта, охорона здоров'я та соціальна допомога — 28,3 %, науковці, спеціалісти, менеджери — 22,5 %, фінанси, страхування та нерухомість — 16,7 %.